# Congreso Panafricanista de Azania
El Congreso Panafricanista de Azania, generalmente traducido como Congreso Panafricano o PAC (en inglés: Pan Africanist Congress of Azania), fue un movimiento nacionalista negro sudafricano y, actualmente, un partido político.
Se estableció como una organización clandestina durante el régimen del apartheid, en abril de 1959, bajo el liderazgo de Robert Sobukwe, al separarse del Congreso Nacional Africano (ANC).
Fue legalizado en 1990 junto con las demás organizaciones nacionalistas negras, incluyendo el ANC.

## Luchas internas
El PAC ha sido acosado por luchas internas y ha tenido numerosos cambios de liderazgo desde su transición a un partido político. En 1996, Clarence Makwetu, que dirigió el partido en las elecciones de 1994, fue destituido por "desacreditar al partido".
En agosto de 2013, el PAC eligió a Alton Mphethi como presidente, después de que el líder anterior Letlapa Mphahlele fuera expulsado en mayo en medio de acusaciones de intentar causar división en el partido, irregularidades financieras y mal liderazgo. Una fracción del PAC continuó considerando a Mphahlele como líder. El asunto fue resuelto en los tribunales, con Mpheti finalmente siendo confirmado como líder del partido para las elecciones de 2014. Posteriormente, Mpheti fue acusada de asesinato por la muerte de un ciudadano swazi, Mthunzi Mavundla.
Luthando Mbinda fue elegido presidente en el congreso de 2014 en Botshabelo, mientras que Letlapa Mphahlele fue elegido en julio de 2015 en Manguang. Mbinda afirmó que la elección de Mphahlele no era válida, ya que él no era un miembro válido, mientras que Mphahlele está desafiando su expulsión en la corte. La Comisión Electoral Independiente suspendió las asignaciones del fondo estatutario del partido hasta que hubo claridad sobre quién lidera el partido, y en octubre de 2015 el tribunal superior confirmó que Mbinda era el líder reconocido.

## Resultados electorales
|  | 1.25 % |

|  | 0.78 % |

|  | 0.73 % |

|  | 0.27 % |

|  | 0.21 % |

|  | 0.18 % |